# Lancia Delta HF Integrale
La Lancia Delta HF Integrale è una versione sportiva della Lancia Delta, esplicitamente progettata per partecipare al Campionato del mondo rally, campionato in cui ha gareggiato dal 1988 al 1993 ottenendo 5 titoli mondiali costruttori e 35 vittorie.

## Storia

### La presentazione a Francoforte
Al Salone dell'automobile di Francoforte del settembre 1987 venne presentato il primo step evolutivo della Delta HF 4WD: ribattezzata Delta HF Integrale, risultava aggiornata in alcuni particolari, sia stilistici sia meccanici. Esternamente la nuova versione si riconosceva per i parafanghi allargati, il nuovo disegno di paraurti e minigonne, le nuove prese d'aria anteriori e sul cofano motore, i cerchi in lega da 15 anziché da 14 pollici.
Per quanto concerne la parte meccanica, furono migliorate sospensioni e impianto frenante. La potenza del motore 1995 cm³ turbocompresso e dotato di intercooler, passò da 165 CV a 185 CV grazie all'adozione di una turbina Garrett T3 e a una rinnovata gestione elettronica.

### Vettura progettata per i rally

L'equipaggio Biasion-Siviero festeggia il trionfale debutto della Delta HF Integrale 16v al Rally di Sanremo del 1989.

Questa versione della Lancia Delta venne presentata nell'ottobre 1987 con il preciso scopo di partecipare al Campionato del mondo rally a partire dalla stagione 1988. La vettura era una diretta evoluzione della Delta HF 4WD, modello che aveva partecipato con successo all'edizione 1987 monopolizzando i titoli marche e conduttori, quest'ultimo con Juha Kankkunen. 
Dopo aver bissato entrambi i titoli mondiali rallye nel 1988, la Delta HF Integrale "8v" – come sarà ufficiosamente identificata a posteriori – venne ulteriormente migliorata l'anno seguente grazie all'introduzione del nuovo motore con distribuzione a 4 valvole per cilindro: ora denominata ufficialmente Delta HF Integrale 16v, fece il suo debutto sul finire del campionato 1989, al Rally di Sanremo, dove grazie all'iridato uscente Miki Biasion centrò una memorabile vittoria dopo una straordinaria rimonta su Alex Fiorio e Carlos Sainz. La vettura continuò a mietere successi a ripetizione per tutto il biennio successivo.
Poche settimane dopo la vittoriosa conclusione della stagione 1991 sugli sterrati inglesi del RAC Rally, il 18 dicembre Lancia annunciò il suo ritiro dalle corse, nonostante fosse già pronto un ulteriore aggiornamento su base Delta. Per il 1992 si decise così di dare in gestione tutto il materiale del reparto corse ufficiale al Martini Racing, che da storico sponsor diventò un vero e proprio team grazie al supporto tecnico del Jolly Club, la più importante scuderia satellite Lancia del tempo e già presente in veste semiufficiale da diversi anni nei rally.

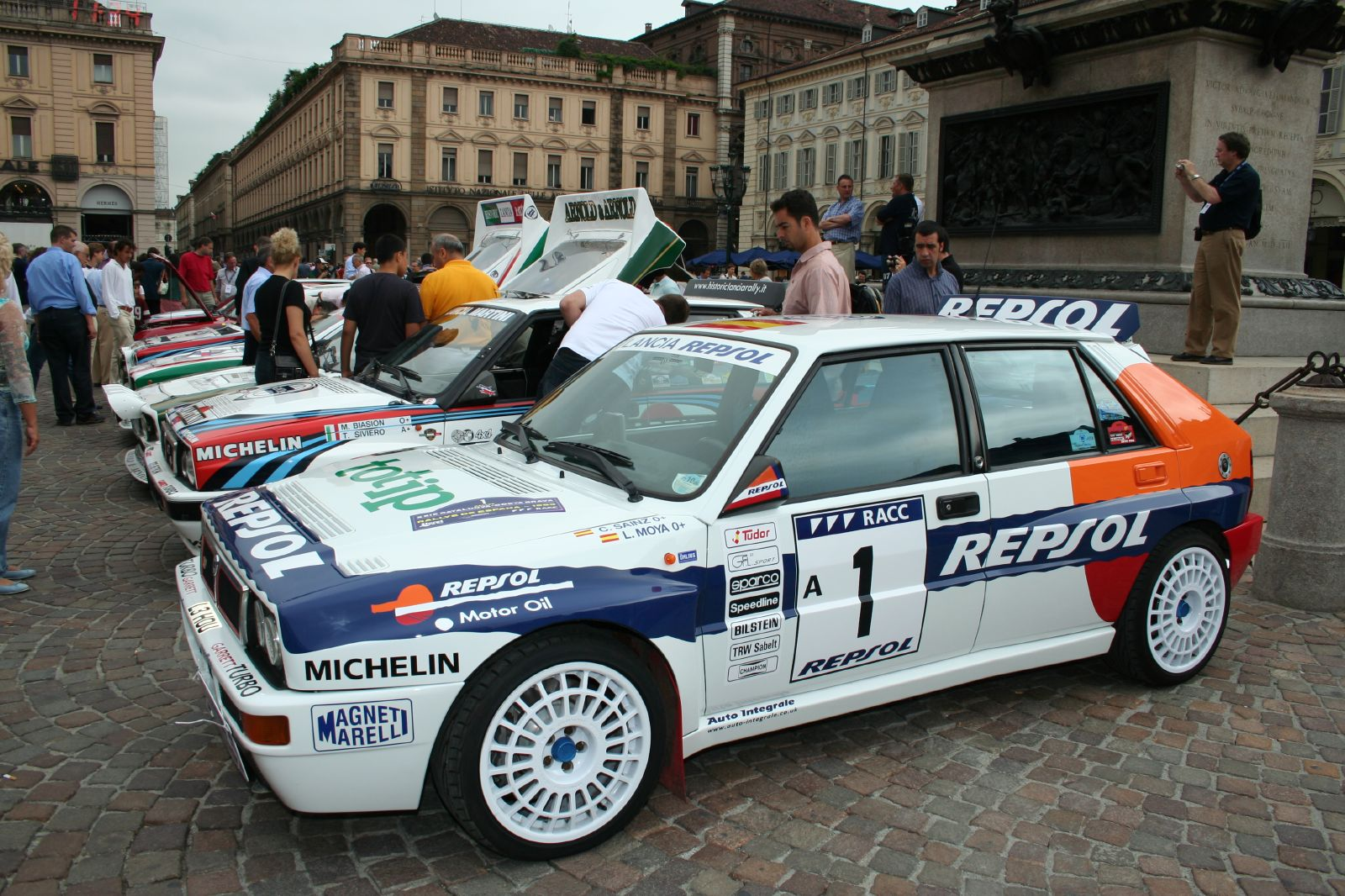
La Delta HF Integrale "Evoluzione" del Jolly Club, in livrea Repsol, con cui Carlos Sainz partecipò al mondiale 1993.

La stagione 1992 vide quindi il debutto della Delta HF Integrale "Evoluzione": l'ufficioso appellativo sottolineava l'essere davanti a una vettura profondamente rinnovata rispetto alle antenate, soprattutto per quanto riguardava la geometria delle sospensioni. Nonostante non fosse seguita in forma ufficiale dalla casa madre, fin dalle prime prove speciali del Rally di Monte Carlo fu chiaro che sarebbe stata ancora la Deltona – soprannome con cui diverrà colloquialmente nota tra gli appassionati – l'auto da battere nell'arco del campionato. La berlinetta di Torino terminò a podio in tutte e dieci le gare inserite nel campionato costruttori, conquistando otto successi e quattro doppiette; a fine anno arrivò il sesto titolo marche consecutivo per Lancia, mentre nel campionato piloti Kankkunen e Didier Auriol chiusero rispettivamente secondo e terzo, dopo un rocambolesco finale di stagione che regalò il titolo a Sainz.
La presenza delle Delta del Jolly Club venne confermata anche per il campionato 1993: pur col disimpegno di Martini, che passò il testimone alla Repsol, ci fu l'ingaggio del campione del mondo in carica Sainz e del veloce ma ancora acerbo Andrea Aghini. Le vetture italiane, nonostante non venissero aggiornate da quasi un anno nonché l'introduzione di nuovi regolamenti (che prevedono, l'altro, l'uso di pneumatici più stretti e l'aumento del peso minimo), rimasero ancora sufficientemente competitive; tuttavia i numerosi incidenti occorsi ai suoi due piloti non consentirono di dimostrare il potenziale dell'auto. A fine anno quindi, con solo alcuni sporadici podi in carniere, si pose definitivamente fine alla carriera della Delta nel mondiale rally.
Nel 1995 la Delta Evo ottenne ancora due vittorie nel campionato del mondo rally FIA 2 litri, all'Acropoli con Aris Vovos e in Argentina con Jorge Recalde.

## Le vittorie

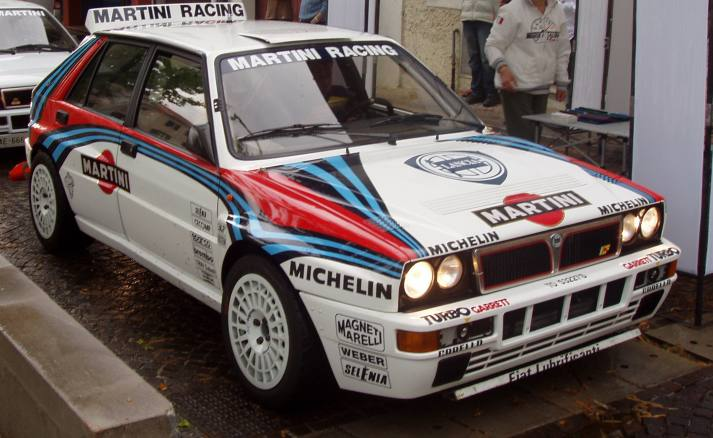
Una Delta HF Integrale Evo approntata per le competizioni del Gruppo A

### I successi nel Campionato del Mondo Rally
La Lancia Delta HF Integrale domina le scene del Campionato Mondiale Rally riprendendo, senza interruzione, la striscia di successi iniziata nel 1987 dalla Lancia Delta HF 4WD. Ai titoli mondiali piloti e costruttori vinti nel 1987 vanno ad aggiungersi altri 5 Campionati del Mondo Rally Costruttori consecutivi (dal 1988 al 1992) e 3 Campionati del Mondo Rally Piloti tra i quali spiccano i due allori di Miki Biasion, primo italiano, e al momento unico, capace di vincere l'ambito titolo mondiale riservato ai conduttori. Solamente nel 1990 e nel 1992 il Campionato Piloti non fu appannaggio di un pilota Lancia: in entrambe le occasioni venne conquistato dallo spagnolo Carlos Sainz.
| Anno | Piazzamento | Pilota         | Copilota        | Vettura                              |
| 1988 | 1º assoluto | Miki Biasion   | Tiziano Siviero | Lancia Delta HF Integrale            |
| 1988 | 2º assoluto | Markku Alén    | Ikka Kivimaki   | Lancia Delta HF Integrale            |
| 1988 | 3º assoluto | Alex Fiorio    | Luigi Pirollo   | Lancia Delta HF Integrale            |
| 1989 | 1º assoluto | Miki Biasion   | Tiziano Siviero | Lancia Delta HF Integrale 16v        |
| 1989 | 2º assoluto | Alex Fiorio    | Luigi Pirollo   | Lancia Delta HF Integrale            |
| 1990 | 2º assoluto | Didier Auriol  | Bernard Occelli | Lancia Delta HF Integrale 16v        |
| 1990 | 3º assoluto | Juha Kankkunen | Juha Piironen   | Lancia Delta HF Integrale 16v        |
| 1991 | 1º assoluto | Juha Kankkunen | Juha Piironen   | Lancia Delta HF Integrale 16v        |
| 1991 | 3º assoluto | Didier Auriol  | Bernard Occelli | Lancia Delta HF Integrale 16v        |
| 1992 | 2º assoluto | Juha Kankkunen | Juha Piironen   | Lancia Delta HF Integrale Evoluzione |
| 1992 | 3º assoluto | Didier Auriol  | Bernard Occelli | Lancia Delta HF Integrale Evoluzione |

In 6 stagioni nel Campionato del Mondo Rally la Lancia totalizza 46 vittorie: il bottino raccolto dalla sola Delta HF Integrale nelle sue varie evoluzioni conta ben 35 vittorie e 96 podi.

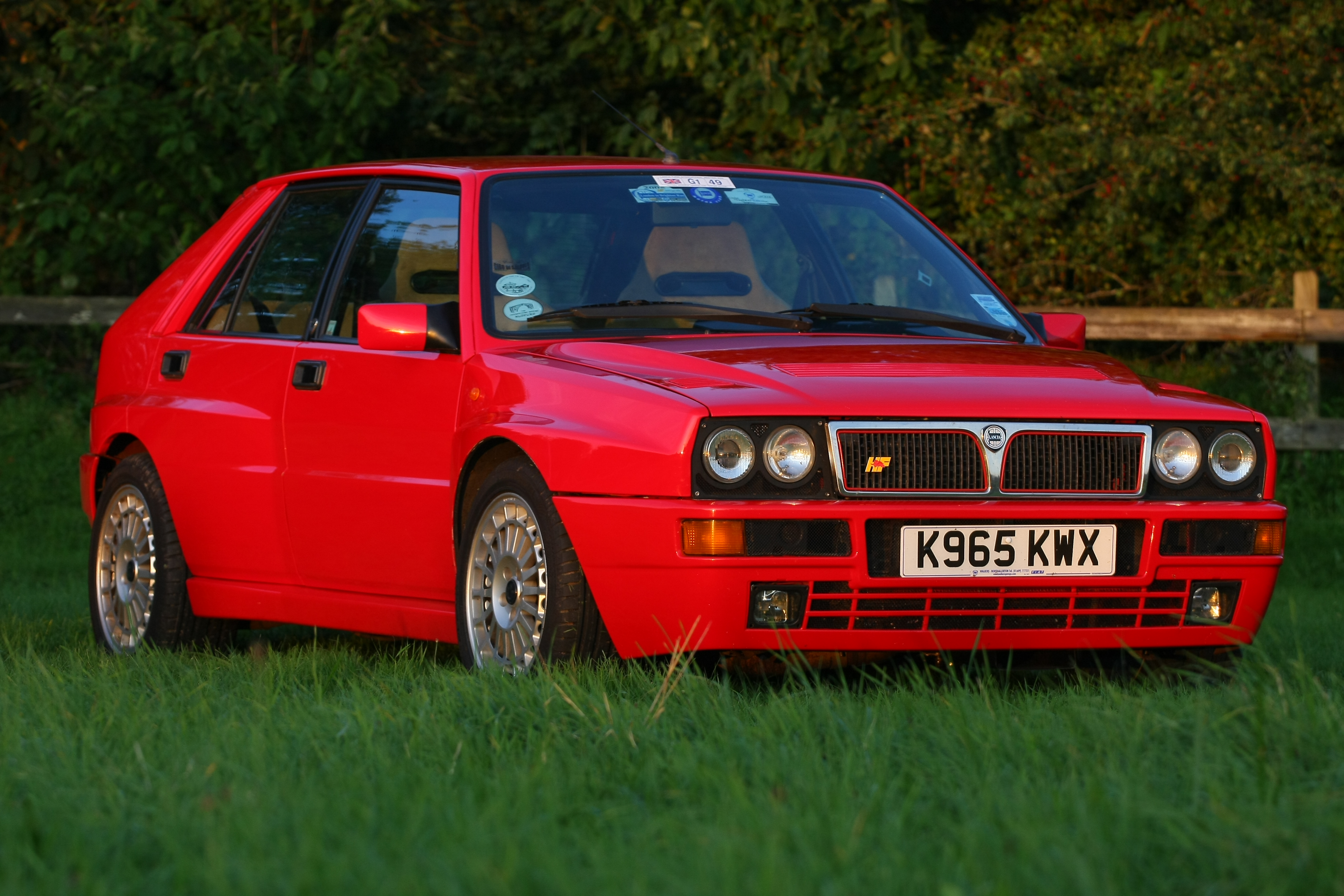
La Deltona in versione stradale

Di seguito il dettaglio delle vittorie dei vari modelli della Delta HF Integrale nel Campionato del Mondo Rally:
- Lancia Delta HF Integrale "8v":
Vittorie: 14
Podi: 18 nel 1988 (2 doppiette e 3 triplette) e 17 nel 1989 (4 triplette)
Debutto: Rally del Portogallo 1988
- Lancia Delta HF Integrale 16v:
Vittorie: 13
Podi: 1 nel 1989, 16 nel 1990 (1 doppietta e 1 tripletta) e 20 nel 1991 (1 doppietta e 1 tripletta)
Debutto: Rally di Sanremo 1989
- Lancia Delta HF Integrale "Evoluzione":
Vittorie: 8
Podi: 21 nel 1992 (4 doppiette) e 3 nel 1993
Debutto: Rally di Montecarlo 1992

| Anno | Rally                | Pilota          | Copilota         | Vettura                              |
| 1988 | Rally del Portogallo | Miki Biasion    | Carlo Cassina    | Lancia Delta HF Integrale            |
| 1988 | Safari Rally         | Miki Biasion    | Tiziano Siviero  | Lancia Delta HF Integrale            |
| 1988 | Rally dell'Acropoli  | Miki Biasion    | Tiziano Siviero  | Lancia Delta HF Integrale            |
| 1988 | Olympus Rally        | Miki Biasion    | Tiziano Siviero  | Lancia Delta HF Integrale            |
| 1988 | Rally d'Argentina    | Jorge Recalde   | Jorge Del Buono  | Lancia Delta HF Integrale            |
| 1988 | Rally dei 1000 Laghi | Markku Alén     | Ikka Kivimaki    | Lancia Delta HF Integrale            |
| 1988 | Rally di Sanremo     | Miki Biasion    | Tiziano Siviero  | Lancia Delta HF Integrale            |
| 1988 | Rac Rally            | Markku Alén     | Ikka Kivimaki    | Lancia Delta HF Integrale            |
| 1989 | Rally di Monte Carlo | Miki Biasion    | Tiziano Siviero  | Lancia Delta HF Integrale            |
| 1989 | Rally del Portogallo | Miki Biasion    | Tiziano Siviero  | Lancia Delta HF Integrale            |
| 1989 | Safari Rally         | Miki Biasion    | Tiziano Siviero  | Lancia Delta HF Integrale            |
| 1989 | Tour de Corse        | Didier Auriol   | Bernard Occelli  | Lancia Delta HF Integrale            |
| 1989 | Rally dell'Acropoli  | Miki Biasion    | Tiziano Siviero  | Lancia Delta HF Integrale            |
| 1989 | Rally d'Argentina    | Mikael Ericsson | Claes Billstam   | Lancia Delta HF Integrale            |
| 1989 | Rally di Sanremo     | Miki Biasion    | Tiziano Siviero  | Lancia Delta HF Integrale 16v        |
| 1990 | Rally di Montecarlo  | Didier Auriol   | Bernard Occelli  | Lancia Delta HF Integrale 16v        |
| 1990 | Rally del Portogallo | Miki Biasion    | Tiziano Siviero  | Lancia Delta HF Integrale 16v        |
| 1990 | Tour de Corse        | Didier Auriol   | Bernard Occelli  | Lancia Delta HF Integrale 16v        |
| 1990 | Rally d'Argentina    | Miki Biasion    | Tiziano Siviero  | Lancia Delta HF Integrale 16v        |
| 1990 | Rally d'Australia    | Juha Kankkunen  | Juha Piironen    | Lancia Delta HF Integrale 16v        |
| 1990 | Rally di Sanremo     | Didier Auriol   | Bernard Occelli  | Lancia Delta HF Integrale 16v        |
| 1991 | Safari Rally         | Juha Kankkunen  | Juha Piironen    | Lancia Delta HF Integrale 16v        |
| 1991 | Rally dell'Acropoli  | Juha Kankkunen  | Juha Piironen    | Lancia Delta HF Integrale 16v        |
| 1991 | Rally dei 1000 Laghi | Juha Kankkunen  | Juha Piironen    | Lancia Delta HF Integrale 16v        |
| 1991 | Rally d'Australia    | Juha Kankkunen  | Juha Piironen    | Lancia Delta HF Integrale 16v        |
| 1991 | Rally di Sanremo     | Didier Auriol   | Bernard Occelli  | Lancia Delta HF Integrale 16v        |
| 1991 | Rac Rally            | Juha Kankkunen  | Juha Piironen    | Lancia Delta HF Integrale 16v        |
| 1992 | Rally di Montecarlo  | Didier Auriol   | Bernard Occelli  | Lancia Delta HF Integrale Evoluzione |
| 1992 | Rally del Portogallo | Juha Kankkunen  | Juha Piironen    | Lancia Delta HF Integrale Evoluzione |
| 1992 | Tour de Corse        | Didier Auriol   | Bernard Occelli  | Lancia Delta HF Integrale Evoluzione |
| 1992 | Rally dell'Acropoli  | Didier Auriol   | Bernard Occelli  | Lancia Delta HF Integrale Evoluzione |
| 1992 | Rally d'Argentina    | Didier Auriol   | Bernard Occelli  | Lancia Delta HF Integrale Evoluzione |
| 1992 | Rally dei 1000 Laghi | Didier Auriol   | Bernard Occelli  | Lancia Delta HF Integrale Evoluzione |
| 1992 | Rally d'Australia    | Didier Auriol   | Bernard Occelli  | Lancia Delta HF Integrale Evoluzione |
| 1992 | Rally di Sanremo     | Andrea Aghini   | Sauro Farnocchia | Lancia Delta HF Integrale Evoluzione |

La Delta HF Integrale nelle sue varie versioni ottenne inoltre 12 successi nel Campionato del Mondo Rally Gruppo N. Tuttavia nessun pilota riuscì a vincere la classifica assoluta al volante della vettura torinese anche se Gustavo Trelles, dopo aver concluso al terzo posto nel 1989, fu vicecampione nel 1990, Jorge Recalde si classificò secondo nel 1988 davanti al compagno di squadra Gianni Del Zoppo mentre Carlos Menem Jr. giunse terzo nel 1992 con la Delta HF Integrale curata dalla Top Run.
| Anno | Rally                     | Pilota               | Copilota            | Vettura                              |
| 1988 | Rally del Portogallo      | Jorge Recalde        | Jorge Del Buono     | Lancia Delta HF Integrale            |
| 1988 | Olympus Rally             | Giovanni Del Zoppo   | Pierangelo Scalvini | Lancia Delta HF Integrale            |
| 1988 | Rally dei 1000 Laghi      | Jorge Recalde        | Jorge Del Buono     | Lancia Delta HF Integrale            |
| 1989 | Rally d'Argentina         | Gustavo Trelles      | Ricardo Ivetich     | Lancia Delta HF Integrale            |
| 1989 | Rally dei 1000 Laghi      | Gustavo Trelles      | Daniel Muzio        | Lancia Delta HF Integrale            |
| 1990 | Rally di Montecarlo       | Bertrand Balas       | Eric Lainé          | Lancia Delta HF Integrale 16v        |
| 1990 | Rally del Portogallo      | Jorge Recalde        | Martin Christie     | Lancia Delta HF Integrale 16v        |
| 1990 | Rally d'Argentina         | Ernesto Soto         | Jorge Del Buono     | Lancia Delta HF Integrale 16v        |
| 1992 | Rally del Portogallo      | Carlos Menem Jr      | Victor Zucchini     | Lancia Delta HF Integrale Evoluzione |
| 1992 | Rally della Nuova Zelanda | Mikael Sundstrom     | Jakke Honkanen      | Lancia Delta HF Integrale 16v        |
| 1992 | Rally d'Argentina         | Carlos Menem Jr      | Victor Zucchini     | Lancia Delta HF Integrale Evoluzione |
| 1993 | Rally di Montecarlo       | Christophe Spiliotis | Hervé Thibaud       | Lancia Delta HF Integrale Evoluzione |

### Campionato Europeo Rally
La Lancia Delta HF Integrale è stata per parecchi anni vincente e competitiva anche nelle prove del campionato continentale riuscendo per 5 volte, di cui 4 consecutive, a vincere il titolo assoluto e per 2 volte la classifica riservata alle vetture produzione.
| Anno | Piazzamento  | Pilota             | Copilota           | Vettura                              | Team               |
| 1988 | 1º assoluto  | Fabrizio Tabaton   | Luciano Tedeschini | Lancia Delta HF Integrale            | H.F. Grifone       |
| 1988 | 1º Gruppo N  | Piero Liatti       | Maurizio Imerito   | Lancia Delta HF Integrale            |                    |
| 1989 | 1º assoluto  | Yves Loubet        | Jean-Marc Andrié   | Lancia Delta HF Integrale            | H.F. Grifone       |
| 1989 | 3º assoluto  | Fabio Arletti      | Leonardo Julli     | Lancia Delta HF Integrale            | Astra              |
| 1989 | 1º Gruppo N  | Maurizio Ferrecchi | Gianfranco Imerito | Lancia Delta HF Integrale            | H.F. Grifone       |
| 1990 | 1º assoluto  | Robert Droogmans   | Ronny Joosten      | Lancia Delta HF Integrale 16v        | Jolly Club         |
| 1990 | 2º assoluto  | Dario Cerrato      | Giuseppe Cerri     | Lancia Delta HF Integrale 16v        | Jolly Club         |
| 1990 | 3º assoluto  | Fabrizio Tabaton   | Maurizio Imerito   | Lancia Delta HF Integrale 16v        | H.F. Grifone       |
| 1991 | 1º assoluto  | Piero Liatti       | Luciano Tedeschini | Lancia Delta HF Integrale 16v        | A.R.T. Engineering |
| 1991 | 2º assoluto  | Fabrizio Tabaton   | Maurizio Imerito   | Lancia Delta HF Integrale 16v        | H.F. Grifone       |
| 1991 | 1° femminile | Paola De Martini   | Luisa Zumelli      | Lancia Delta HF Integrale 16v        | Jolly Club         |
| 1992 | 3º assoluto  | César Baroni       | Philippe David     | Lancia Delta HF Integrale Evoluzione | Astra              |
| 1993 | 1º assoluto  | César Baroni       | Denis Giraudet     | Lancia Delta HF Integrale Evoluzione | Astra              |

Nella seguente tabella sono riportate le vittorie ottenute nelle singole gare delle varie edizioni del campionato.
| Anno | Rally                          | Pilota              | Copilota              | Vettura                              |
| 1988 | Rally Costa Smeralda           | Markku Alén         | Ikka Kivimaki         | Lancia Delta HF Integrale            |
| 1988 | ADAC-Rallye Hessen             | Ronald Holzer       | Klaus Wendel          | Lancia Delta HF Integrale            |
| 1988 | Rally della Lana               | Dario Cerrato       | Giuseppe Cerri        | Lancia Delta HF Integrale            |
| 1988 | Hunsruck-Rallye                | Ronald Holzer       | Klaus Wendel          | Lancia Delta HF Integrale            |
| 1988 | Rally Elpa Halkidiki           | Fabrizio Tabaton    | Luciano Tedeschini    | Lancia Delta HF Integrale            |
| 1988 | Rally Piancavallo              | Dario Cerrato       | Giuseppe Cerri        | Lancia Delta HF Integrale            |
| 1988 | Rally Principe de Asturias     | Alex Fiorio         | Gigi Pirollo          | Lancia Delta HF Integrale            |
| 1988 | ARBÖ Rallye Steiermark         | Franz Wittmann      | Jorg Pattermann       | Lancia Delta HF Integrale            |
| 1988 | Rallye International du Valais | Philippe Roux       | Paul Corthay          | Lancia Delta HF Integrale            |
| 1988 | Semperit Rallye                | Franz Wittmann      | Jorg Pattermann       | Lancia Delta HF Integrale            |
| 1989 | Arctic Rally                   | Tommi Mäkinen       | Timo Hantunen         | Lancia Delta HF Integrale            |
| 1989 | Rallye Catalunya-Costa Brava   | Yves Loubet         | Jean-Marc Andrié      | Lancia Delta HF Integrale            |
| 1989 | Sachs Winter Rallye            | Ronald Holzer       | Klaus Wendel          | Lancia Delta HF Integrale            |
| 1989 | Rally 1000 Miglia              | Dario Cerrato       | Giuseppe Cerri        | Lancia Delta HF Integrale            |
| 1989 | Rally Costa Smeralda           | Dario Cerrato       | Giuseppe Cerri        | Lancia Delta HF Integrale            |
| 1989 | Rally Targa Florio             | Dario Cerrato       | Giuseppe Cerri        | Lancia Delta HF Integrale            |
| 1989 | Rally Saturnus                 | Franz Wittmann      | Jorg Pattermann       | Lancia Delta HF Integrale            |
| 1989 | Rallye des Garrigues           | Bruno Saby          | Daniel Grataloup      | Lancia Delta HF Integrale            |
| 1989 | Barum Rally                    | Franz Wittmann      | Jorg Pattermann       | Lancia Delta HF Integrale            |
| 1989 | Rally Hebros                   | Attila Ferjancz     | Janos Tandari         | Lancia Delta HF Integrale            |
| 1989 | Gunaydin Rally                 | Emre Yerlici        | Can Okan              | Lancia Delta HF Integrale            |
| 1989 | Rally della Lana               | Dario Cerrato       | Giuseppe Cerri        | Lancia Delta HF Integrale            |
| 1989 | Rali Vinho da Madeira          | Yves Loubet         | Jean-Marc Andrié      | Lancia Delta HF Integrale            |
| 1989 | Rally Elpa Halkidiki           | Yves Loubet         | Jean-Marc Andrié      | Lancia Delta HF Integrale            |
| 1989 | Rally Piancavallo              | Dario Cerrato       | Giuseppe Cerri        | Lancia Delta HF Integrale            |
| 1989 | Cyprus Rally                   | Yves Loubet         | Jean-Marc Andrié      | Lancia Delta HF Integrale            |
| 1989 | Semperit Rallye                | Franz Wittmann      | Jorg Pattermann       | Lancia Delta HF Integrale            |
| 1989 | Rally di San Marino            | Giuseppe Grossi     | Alex Mari             | Lancia Delta HF Integrale            |
| 1990 | Arctic Rally                   | Antero Laine        | Risto Virtanen        | Lancia Delta HF Integrale            |
| 1990 | Rallye Catalunya-Costa Brava   | Dario Cerrato       | Giuseppe Cerri        | Lancia Delta HF Integrale 16v        |
| 1990 | Boucles de Spa                 | Bruno Saby          | Daniel Grataloup      | Lancia Delta HF Integrale 16v        |
| 1990 | Rally 1000 Miglia              | Piero Liatti        | Luciano Tedeschini    | Lancia Delta HF Integrale 16v        |
| 1990 | Rally Sierra Morena-Andalucia  | Jesus Puras         | José Arrarte          | Lancia Delta HF Integrale 16v        |
| 1990 | Rally Costa Smeralda           | Dario Cerrato       | Giuseppe Cerri        | Lancia Delta HF Integrale 16v        |
| 1990 | Rally Targa Florio             | Piero Liatti        | Luciano Tedeschini    | Lancia Delta HF Integrale 16v        |
| 1990 | Rally Albena-Zlatni Piassatzi  | Fabrizio Tabaton    | Maurizio Imerito      | Lancia Delta HF Integrale 16v        |
| 1990 | ADAC-Rallye Hessen             | Ronald Holzer       | Klaus Wendel          | Lancia Delta HF Integrale 16v        |
| 1990 | 24 Heures d'Ypres              | Robert Droogmans    | Ronny Josten          | Lancia Delta HF Integrale 16v        |
| 1990 | Rajd Polski                    | Robert Droogmans    | Ronny Josten          | Lancia Delta HF Integrale 16v        |
| 1990 | Hunsruck-Rallye                | Ronald Holzer       | Klaus Wendel          | Lancia Delta HF Integrale 16v        |
| 1990 | ADAC Rallye Deutschland        | Robert Droogmans    | Ronny Josten          | Lancia Delta HF Integrale 16v        |
| 1990 | Rally della Lana               | Dario Cerrato       | Giuseppe Cerri        | Lancia Delta HF Integrale 16v        |
| 1990 | Rali Vinho da Madeira          | Fabrizio Tabaton    | Maurizio Imerito      | Lancia Delta HF Integrale 16v        |
| 1990 | Rally Elpa Halkidiki           | Michele Rayneri     | Loris Roggia          | Lancia Delta HF Integrale 16v        |
| 1990 | Rally Piancavallo              | Dario Cerrato       | Giuseppe Cerri        | Lancia Delta HF Integrale 16v        |
| 1990 | Rallye du Mont Blanc           | Bruno Saby          | Daniel Grataloup      | Lancia Delta HF Integrale 16v        |
| 1990 | Rally Principe de Asturias     | Jesus Puras         | José Arrarte          | Lancia Delta HF Integrale 16v        |
| 1990 | Rally di San Marino            | Michele Gregis      | Fabio Ciceri          | Lancia Delta HF Integrale 16v        |
| 1990 | Rallye Valeo                   | Dario Cerrato       | Giuseppe Cerri        | Lancia Delta HF Integrale 16v        |
| 1990 | Rallye du Var                  | Bruno Saby          | Daniel Grataloup      | Lancia Delta HF Integrale 16v        |
| 1991 | Rally des Garrigues            | Fabrizio Tabaton    | Maurizio Imerito      | Lancia Delta HF Integrale 16v        |
| 1991 | Rallye El Corte Ingles         | Fabrizio Tabaton    | Maurizio Imerito      | Lancia Delta HF Integrale 16v        |
| 1991 | Rally Costa Smeralda           | Juha Kankkunen      | Juha Piironen         | Lancia Delta HF Integrale 16v        |
| 1991 | Volta Gap a Portugal           | Carlos Bica         | Fernando Prata        | Lancia Delta HF Integrale 16v        |
| 1991 | Rally Targa Florio             | Piero Longhi        | Pietro Carraro        | Lancia Delta HF Integrale 16v        |
| 1991 | International Rally Zlatni     | Piero Liatti        | Luciano Tedeschini    | Lancia Delta HF Integrale 16v        |
| 1991 | Rally Saturnus                 | Christoph Dirtl     | Jorg Patterman        | Lancia Delta HF Integrale            |
| 1991 | Rajd Polski                    | Piero Liatti        | Luciano Tedeschini    | Lancia Delta HF Integrale 16v        |
| 1991 | Rally of Turkey                | Ali Bacioglu        | Metin Ceker           | Lancia Delta HF Integrale            |
| 1991 | ADAC Rallye Deutschland        | Piero Liatti        | Luciano Tedeschini    | Lancia Delta HF Integrale 16v        |
| 1991 | Rally della Lana               | Dario Cerrato       | Giuseppe Cerri        | Lancia Delta HF Integrale 16v        |
| 1991 | Rali Vinho da Madeira          | Fabrizio Tabaton    | Maurizio Imerito      | Lancia Delta HF Integrale 16v        |
| 1991 | Rally Elpa Halkidiki           | Piero Liatti        | Luciano Tedeschini    | Lancia Delta HF Integrale 16v        |
| 1991 | Rally Piancavallo              | Dario Cerrato       | Giuseppe Cerri        | Lancia Delta HF Integrale 16v        |
| 1991 | Rallye du Mont Blanc-Morzine   | Yves Loubet         | Jean-Paul Chiaroni    | Lancia Delta HF Integrale 16v        |
| 1991 | Rali do Algarve                | Carlos Bica         | Fernando Prata        | Lancia Delta HF Integrale 16v        |
| 1991 | Rally di San Marino            | Massimo Ercolani    | Cristina Larcher      | Lancia Delta HF Integrale 16v        |
| 1992 | Rally 1000 Miglia              | Lorenzo Colbrelli   | Roberto Berardi       | Lancia Delta HF Integrale 16v        |
| 1992 | Rallye El Corte Ingles         | Piero Liatti        | Luciano Tedeschini    | Lancia Delta HF Integrale 16v        |
| 1992 | Rally Costa Smeralda           | Didier Auriol       | Bernard Occelli       | Lancia Delta HF Integrale Evoluzione |
| 1992 | Olympion Rally                 | 'Jigger'            | Kóstas Stefanis       | Lancia Delta HF Integrale 16v        |
| 1992 | Volta Gap a Portugal           | Alex Fiorio         | Vittorio Brambilla    | Lancia Delta HF Integrale Evoluzione |
| 1992 | Rally Targa Florio             | Piergiorgio Deila   | Pierangelo Scalvini   | Lancia Delta HF Integrale Evoluzione |
| 1992 | Rallye Mediterraneo            | Jesus Puras         | José Arrarte          | Lancia Delta HF Integrale Evoluzione |
| 1992 | Rallye d'Antibes               | César Baroni        | Phillippe David       | Lancia Delta HF Integrale Evoluzione |
| 1992 | INA Delta Rally                | Zarko Sepetavc      | Nenad Krlic           | Lancia Delta HF Integrale Evoluzione |
| 1992 | Rally della Lana               | Piero Longhi        | Maurizio Imerito      | Lancia Delta HF Integrale 16v        |
| 1992 | Rali Vinho da Madeira          | Andrea Aghini       | Sauro Farnocchia      | Lancia Delta HF Integrale Evoluzione |
| 1992 | Rally Piancavallo              | Piergiorgio Deila   | Pierangelo Scalvini   | Lancia Delta HF Integrale Evoluzione |
| 1992 | Rally Principe de Asturias     | Pedro Diego         | Iciar Muguerza        | Lancia Delta HF Integrale Evoluzione |
| 1992 | Cyprus Rally                   | Alex Fiorio         | Vittorio Brambilla    | Lancia Delta HF Integrale Evoluzione |
| 1992 | Rally Turkey                   | Iskender Atakan     | Yusuf Avimelek        | Lancia Delta HF Integrale Evoluzione |
| 1992 | Rallye International du Valais | Philippe Roux       | Paul Corthay          | Lancia Delta HF Integrale Evoluzione |
| 1992 | Rally di San Marino            | Gilberto Pianezzola | Maurizio Imerito      | Lancia Delta HF Integrale Evoluzione |
| 1992 | Rallye de Madrid               | Jesus Puras         | Alex Romani           | Lancia Delta HF Integrale Evoluzione |
| 1993 | Rally 1000 Miglia              | Piero Longhi        | Maurizio Imerito      | Lancia Delta HF Integrale Evoluzione |
| 1993 | Rallye El Corte Ingles         | Gustavo Trelles     | Jorge Del Buono       | Lancia Delta HF Integrale Evoluzione |
| 1993 | Rallye Grasse-Alpin            | Cesar Baroni        | Denis Giraudet        | Lancia Delta HF Integrale Evoluzione |
| 1993 | Rally Piancavallo              | Piero Longhi        | Maurizio Imerito      | Lancia Delta HF Integrale Evoluzione |
| 1993 | Volta Galp a Portugal          | Jorge Bica          | Joaquim Capelo        | Lancia Delta HF Integrale Evoluzione |
| 1993 | International Rally Zlatni     | Cesar Baroni        | Hervé Sauvage         | Lancia Delta HF Integrale Evoluzione |
| 1993 | Rallye d'Antibes-Rallye d'Azur | Cesar Baroni        | Denis Giraudet        | Lancia Delta HF Integrale Evoluzione |
| 1993 | Rally d'Abruzzo                | Gilberto Pianezzola | Loris Roggia          | Lancia Delta HF Integrale Evoluzione |
| 1993 | Raliul Romaniei                | Michel Tirabassi    | Georges Decour        | Lancia Delta HF Integrale Evoluzione |
| 1993 | Rally della Lana               | Piero Longhi        | Maurizio Imerito      | Lancia Delta HF Integrale Evoluzione |
| 1993 | Rallye du Mont Blanc           | Philippe Bugalski   | Thierry Renaud        | Lancia Delta HF Integrale Evoluzione |
| 1993 | Cyprus Rally                   | Alex Fiorio         | Vittorio Brambilla    | Lancia Delta HF Integrale Evoluzione |
| 1993 | Rallye of Turkey               | Iskander Atakan     | Can Okan              | Lancia Delta HF Integrale Evoluzione |
| 1993 | Rally di San Marino            | Giuseppe Grossi     | Antonio Borri         | Lancia Delta HF Integrale Evoluzione |
| 1994 | Gunaydin Rally                 | Ercan Kazaz         | Cem Bakancocuklari    | Lancia Delta HF Integrale Evoluzione |
| 1994 | Raliul Romaniei                | Germando Berti      | Bernardo Serra        | Lancia Delta HF Integrale Evoluzione |
| 1994 | INA Delta Rally                | Niko Pulic          | Davor Devunic         | Lancia Delta HF Integrale Evoluzione |
| 1994 | Rallye Bohemia                 | Piergiorgio Deila   | Pierangelo Scalvini   | Lancia Delta HF Integrale Evoluzione |
| 1994 | Rally Elpa Halkidiki           | Gilberto Pianezzola | Lucio Baggio          | Lancia Delta HF Integrale Evoluzione |
| 1994 | Cyprus Rally                   | Alex Fiorio         | Vittorio Brambilla    | Lancia Delta HF Integrale Evoluzione |
| 1995 | Rallye des Hautes-Fagnes       | Marc Timmers        | Alain Robert          | Lancia Delta HF Integrale Evoluzione |
| 1995 | INA Delta Rally                | Niko Pulic          | Davor Devunic         | Lancia Delta HF Integrale Evoluzione |
| 1995 | Cyprus Rally                   | 'Bagheera'          | Naji Stephan          | Lancia Delta HF Integrale Evoluzione |
| 1995 | Rallye d'Antibes-Rallye d'Azur | Cesar Baroni        | Dominique Savignoni   | Lancia Delta HF Integrale Evoluzione |
| 1995 | Rally Hermes-Dodonis           | Armodios Vovos      | Konstantinos Stefanis | Lancia Delta HF Integrale Evoluzione |

## Palmarès

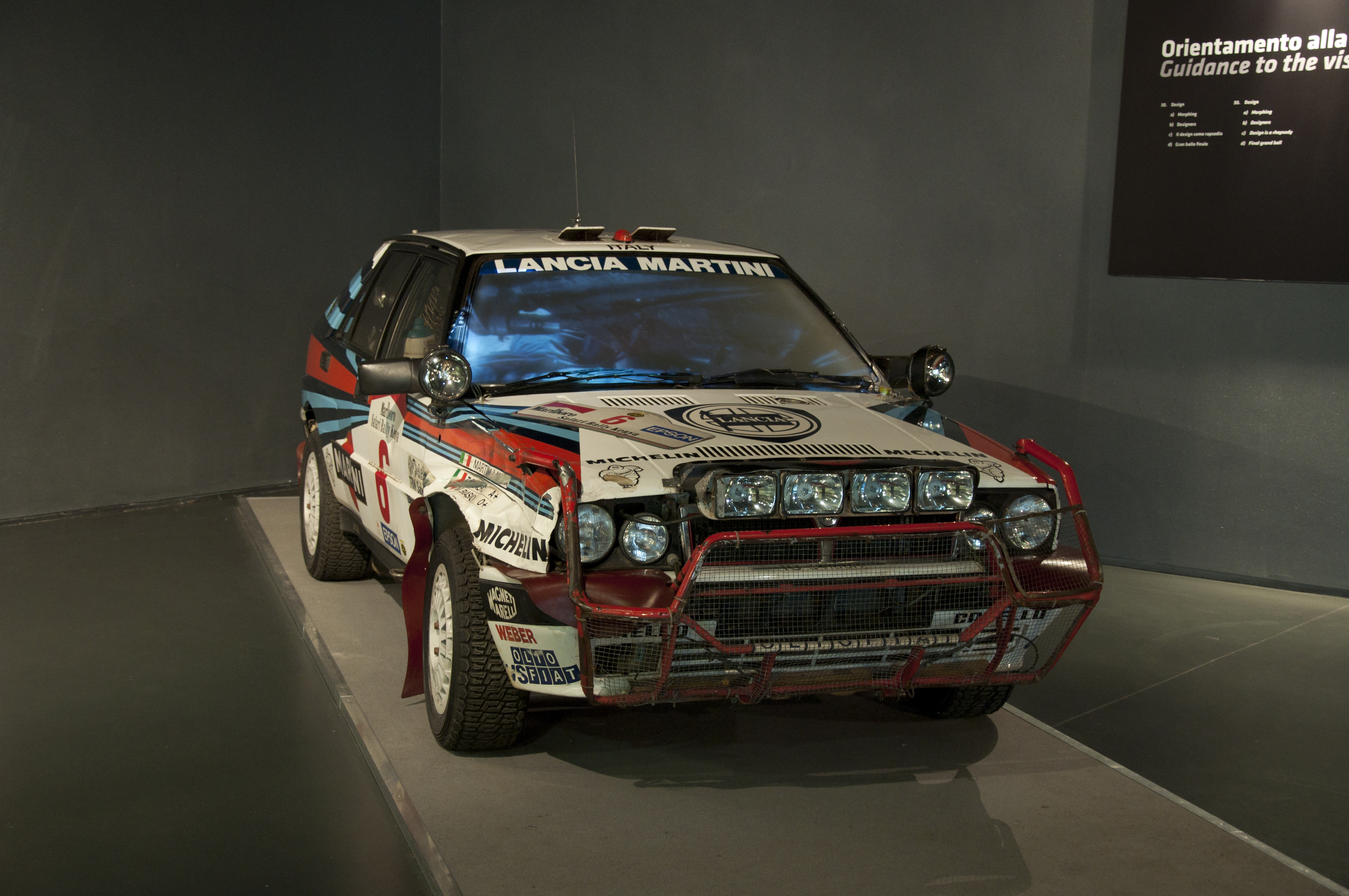
La Delta HF Integrale "8v" che valse a Lancia, nel 1988, il primo trionfo al Safari Rally.

- 5 Campionati del Mondo Rally Costruttori (1988, 1989, 1990, 1991, 1992)
- 3 Campionati del Mondo Rally Piloti (Miki Biasion nel 1988 e nel 1989 e Juha Kankkunen nel 1991)
- 5 Campionati Europei Rally (1988 con Fabrizio Tabaton, 1989 con Yves Loubet , 1990 con Robert Droogmans, 1991 con Piero Liatti e 1993 con César Baroni)
- 2 Campionati Europei Rally Produzione (Gruppo N) (1988 con Piero Liatti e 1989 con Maurizio Ferrecchi)

Oltre ai successi su scala mondiale e internazionale, la berlinetta torinese vanta pure diversi titoli e vittorie nei principali campionati rallystici nazionali:
- 6 Campionati Italiani Rally (Dal 1988 al 1991 con Dario Cerrato, 1992 con Piergiorgio Deila e 1993 con Gilberto Pianezzola)
- 6 Campionati Italiani Rally su Terra ( 1989 con Romeo Deila, 1990 con Michele Gregis, 1991 con Giorgio Buscione, 1992 con Mario Stagni, 1993 e 1994 con Giuseppe Grossi)
- 6 Campionati Francesi Rally su Terra ( 1990 e 1991 con Bruno Saby, 1992 con Jean-Michel Wolff, 1994 con Olivier Bosch, 1996 con Francois Chauche e nel 2002 con Gilbert Magaud)
- 6 Campionati Greci Rally (Dal 1988 al 1992 con 'Jigger'(Giannis Vardinogiannis) e 1995 con Aris Vovos)
- 5 Campionati Portoghesi Rally (Dal 1988 al 1991 con Carlos Bica e 1993 con Jorge Bica)
- 5 Campionati Ungheresi Rally (1990 con Attila Ferjancz, dal 1991 al 1994 con Laszlo Ranga)
- 4 Campionati Austriaci Rally (1988 e 1989 con Franz Wittmann, 1990 con Ernst Harrach e 1991 con Christoph Dirtl)
- 3 Campionati Spagnoli Rally su Terra nel 1992 con Gustavo Trelles, nel 1995 con Gabriel Mendes e nel 1996 con Pedro Diego
- 2 Campionati Spagnoli Rally su Asfalto nel 1990 e 1992 con Jesus Puras
- 1 Campionato Finlandese Rally nel 1990 con Sebastian Lindholm
- 1 Campionato Tedesco Rally nel 1990 con Ronald Holzer
- 1 Campionato Libanese Rally nel 2000 con Roger Feghali
- 1 Campionato Medio Orientale Rally nel 1992 con Mamdouh Khayat
- 1 Campionato Olandese Rally nel 1991 con Chiel Bos
- 1 Campionato della Repubblica Ceca Rally nel 1994 con Piergiorgio Deila
- 1 Mitropa Rally Cup nel 1999 con Ezio Soppa